# Baignade
Pour les articles homonymes, voir Baignade (homonymie).

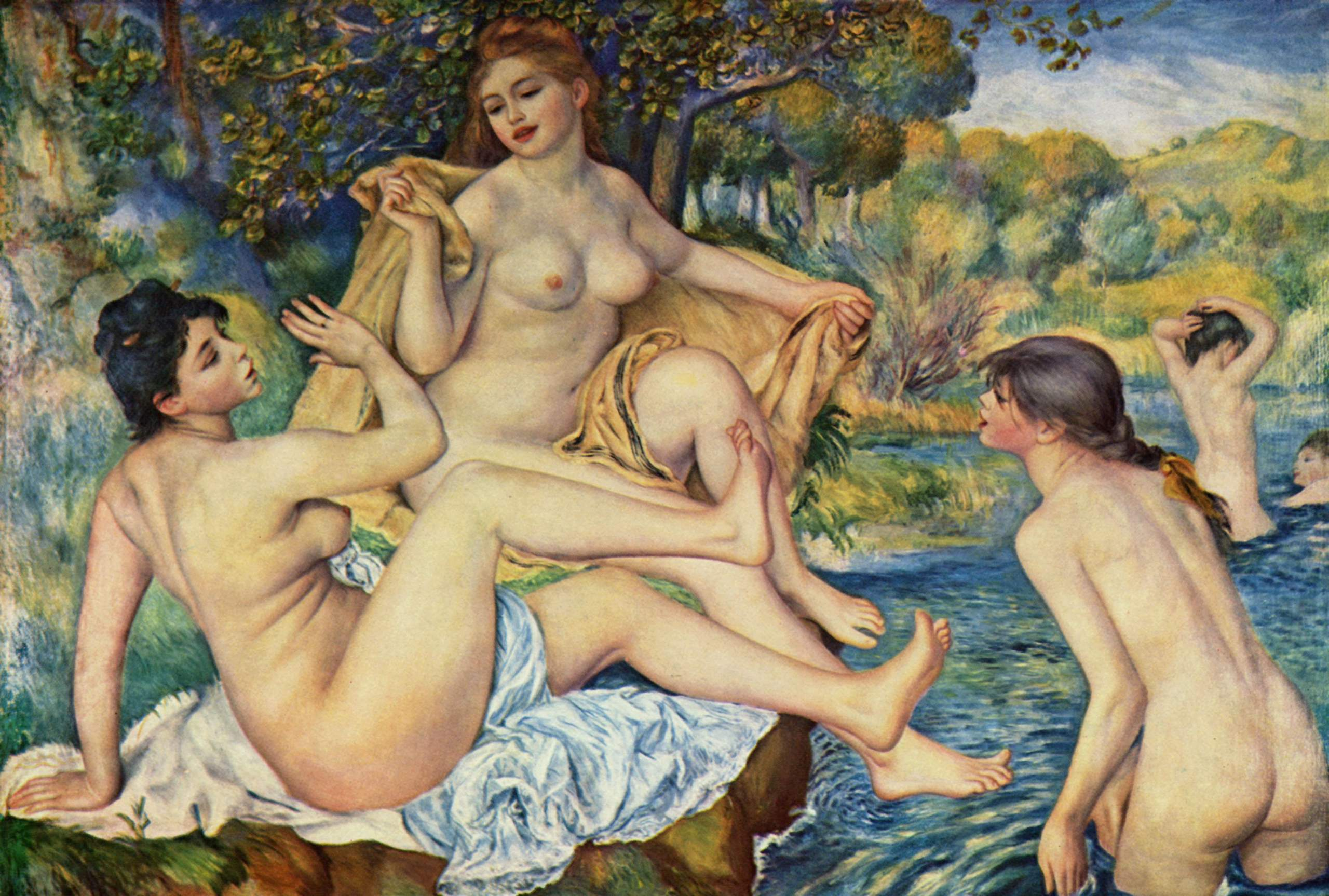
Auguste Renoir, Les Grandes Baigneuses

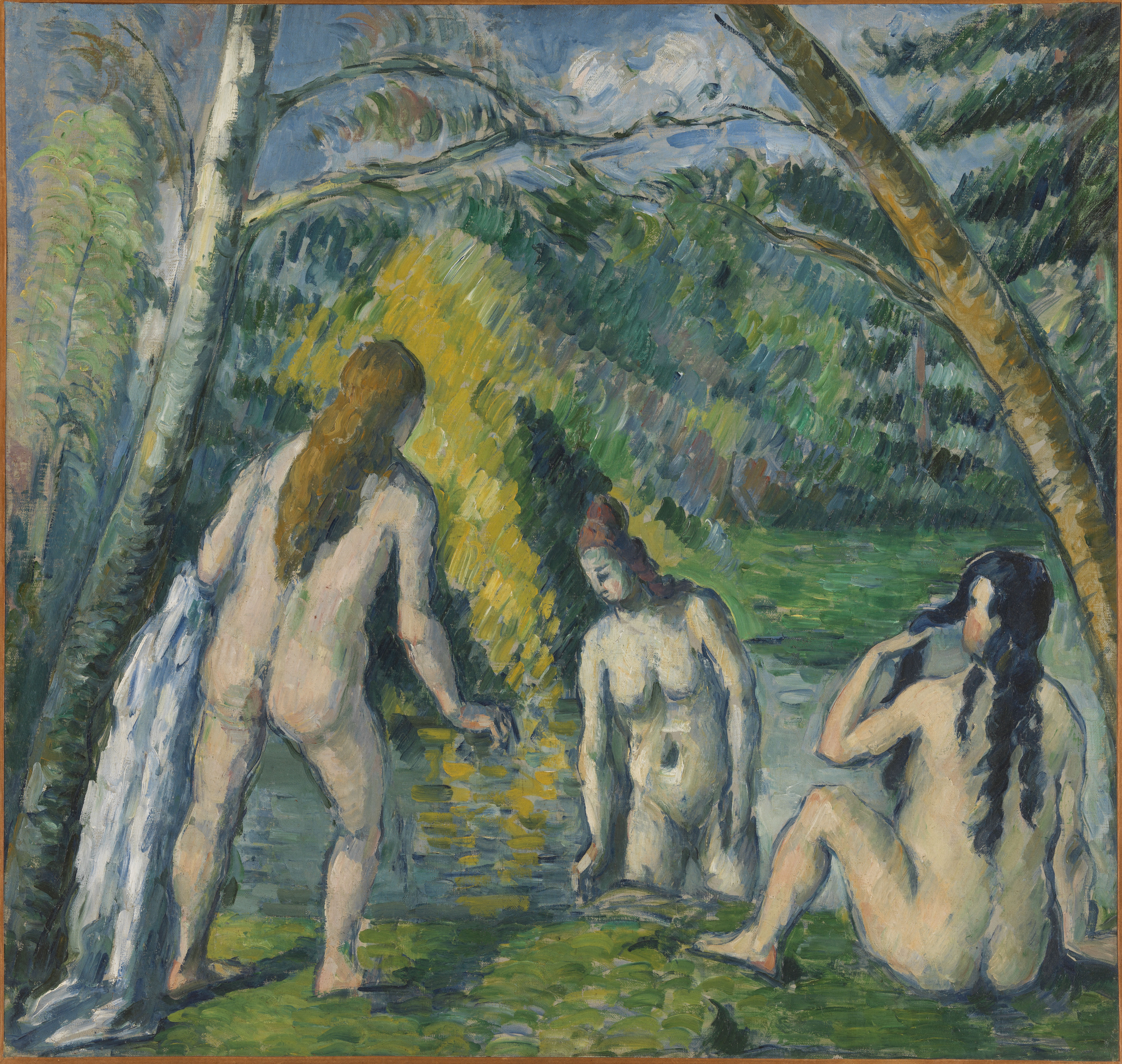
Paul Cézanne, Trois baigneuses

La notion de baignade désigne toutes les formes de natation, ou d'ablutions, pratiquée dans le milieu naturel, ou dans un bain ou un bassin. Elle peut être pratiquée en tant que telle ou de manière associée à d'autres activités (randonnée, navigation de plaisance, canoë, pêche, kayak, aviron, etc.)

## Recommandations
Des zones dangereuses ou polluées peuvent être interdites à la baignade, tout ou partie de l'année.
Sur le littoral ou divers plans d'eau, le niveau de qualité de l'eau (périodiquement évalué d'après quelques indicateurs) peut être signalé par des pavillons de couleur. 
Certaines eaux industrielles ou urbaines non ou mal traitées sont une source de risques d'infection très aggravés lors de la baignade, notamment en cas d'ingestion,, mais l'élevage dans certaines zones rurales peut aussi être source de pathogènes (via le lessivage de fumiers et de lisiers). 
Le risque existe même en cas de contact limité., notamment s'il y a ingestion d'eau ou en cas de lésions de la peau.
Les affections les plus fréquentes sont de type gastrointestinales, mais des otites, symptômes oculaires, panaris ou parasitoses... sont aussi décrits, les symptômes survenant généralement dans les trois jours suivant la baignade. Plus rarement des maladies particulières sont signalées en piscine ou en spa (comme la maladie du légionnaire,).

## Ingestion d'eau
Tous les baigneurs et pratiquants de sports nautiques avalent accidentellement de l'eau (en mer, en eau douce ou en piscine). Les enfants avalent le plus d'eau et ils passent statistiquement plus de temps en baignade que les adultes). 
L'ingestion d'eau de baignade peut être une voie d'acquisition de certains pathogènes (maladies hydriques) tels que Cryptosporidium et Giardia et/ou de produits toxiques. En effet les eaux ingérées contiennent parfois des parasites, et souvent des microbes, des désinfectants, ainsi que des stabilisateurs de désinfectants (ex : chloroisocyanurates qui se décomposent en chlore et acide cyanurique) ou encore en plein air des résidus de produits de beauté et de crème solaire (dont filtres UV qui pour certains sont aussi des perturbateurs endocriniens). 
Des études ont évalué la quantité d'eau ainsi ingérée, montrant que les enfants et adolescents ingèrent au moins deux fois plus d'eau que les adultes, et que même les adultes ingèrent assez d'eau pour qu'après 45 minutes de natation en piscine contenant de l'acide cyanurique, on retrouve dans leur urine une quantité significative de cet acide (37 ml pour les jeunes et 16 ml en moyenne pour les adultes),,,. Durant une baignade de 45 minutes en piscine, un adulte avale en moyenne 53 ml, mais un enfant peut ingérer jusqu'à plus de 150 ml en une séance de baignade, même si la plupart des non-adultes ingèrent moins de 90 ml. C'est en surface que se concentrent les produits lipophiles.

Rem : en eau douce, piscine notamment, les nageurs tendent à plus souvent et plus longtemps nager avec la tête sous l'eau, mais en mer, jouer dans les grosses vagues peut exposer à "boire la tasse" plus souvent.

## Qualité des eaux de baignades
C'est un paramètre d'évaluation environnementale, important pour les loisirs aquatiques, le tourisme, ainsi que pour les écosystèmes des zones humides, la faune et la flore. Il intéresse notamment les enfants et les immunodéprimés, qui sont plus vulnérables. Des plaies ou lésions de la peau exposent aussi à un risque plus élevé d'infection. 
Les paramètres sont physiques, chimiques et microbiologiques, et plus concrètement, ils peuvent évaluer :
- le risque microbien (évalué via les coliformes fécaux, éventuellement thermorésistants)[11],
- la présence de substances toxiques ou indésirables (plomb, mercure, cadmium... pesticides, organochlorés) (non obligatoire en France)
- perturbateurs endocriniens, résidus de crème solaire... (non obligatoire en France)
- radioactivité de l'eau (non obligatoire en France)

### En Europe

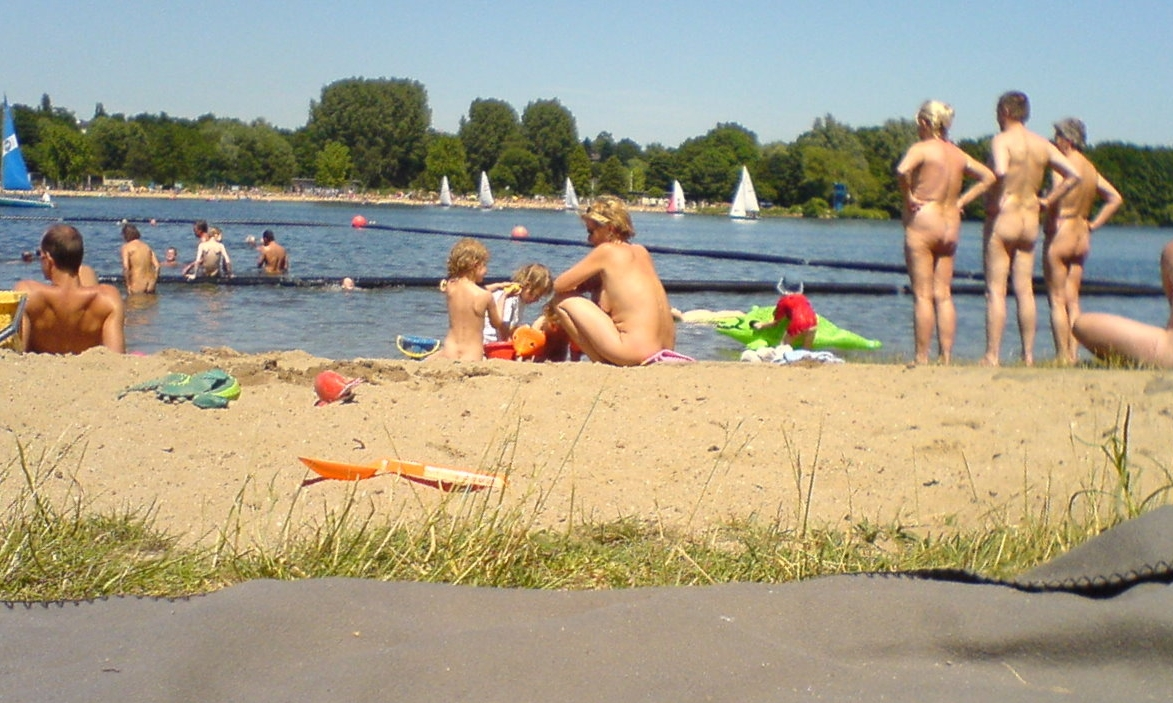
Baignade du lac Unterbacher See, près de Düsseldorf en Allemagne.

La Directive cadre sur l'eau vise le bon état écologique des masses d'eau en 2015. Des valeurs contraignantes pour la baignade figurent dans la directive sur les eaux de baignade de 1976 (mise à jour en 2006).
Les eaux de baignades font l'objet d'un suivi sanitaire par les États, qui conformément à la convention d'Aarhus doivent le tenir à disposition du public. De nouveaux outils web (L'application Eye On Earth — Water Watch permet aux utilisateurs de zoomer sur une région) permettent aux citoyens « un accès aisé à l'information environnementale, ainsi qu'une plate-forme leur permettant de soumettre des observations » . 

La directive a une date butoir pour son application intégrale, qui est 2015, avec une volonté de simplifier des méthodes de gestion et de contrôle ; les paramètres microbiologiques à suivre ont été réduits à deux (entérocoques intestinaux et Escherichia coli (1 prélèvement tous les 15 jours) +  inspection visuelle identifiant par exemple, les blooms algaux ou la présence de pétrole). 
La directive 2006 voulait aussi diminuer le risque de résultats influencés par des aléas météorologiques défavorables ou des incidents ponctuels. 

Trois catégories principales « insuffisante », « suffisante », « bonne » et « excellente » ont été retenues, et s'y ajoutent des eaux interdites à la baignade temporairement ou pendant toute la durée de la saison balnéaire ; des eaux nouvelles (classification encore impossible, mais chaque État-membre peut décider d'appliquer des seuils (ou valeurs guides) plus stricts. 
 À titre d'exemple, en 2009 ; selon Eurobaromètre, deux tiers des Européens considéraient la qualité de l'eau dans leur pays comme un problème sérieux. Sur 20 000 sites contrôles, étaient conformes aux «valeurs guides» minimales ou normes minimales de qualité de l'eau définies par la directive européenne  ;
- 96 % des zones de baignade côtières (contre 80 % en 1990)
- 90 % des sites de baignade dans les lacs et les rivières (contre 52 % en 1990).

En 2009: 
- une légère diminution du nombre de sites respectant les normes minimales de qualité a été constatée entre 2008 et 2009, baissant de 0,7 % pour les eaux de baignade côtières et de 2,6 % pour les eaux de baignade intérieures. C'est un taux de fluctuation considérée comme habituel, mais qui indique aussi une marge de progrès.
- 2 % des sites de baignade littoraux de l'Union européenne ont fait l'objet d'une interdiction en 2009, presque toujours en Italie[16].

écocitoyenneté : des outils Web en ligne permettent maintenant l'accès direct aux données de chaque pays européen ou d'une région spécifique, avec possibilité d'en analyser l'évolution au fil des années. Le public peut aussi faire remonter des informations.

## Tendances
Selon H Bruyninckx  en 2013 « La qualité des eaux de baignade européennes s'est améliorée au cours des deux dernières décennies, le temps où nous rejetions de grandes quantités d'eaux résiduaires directement dans les cours d'eau est révolu. Aujourd'hui, ce sont les charges polluantes associées aux fortes pluies et aux inondations qui posent problème. Ces phénomènes peuvent causer un débordement des systèmes d'évacuation et drainer les bactéries fécales présentes dans les terres agricoles vers les eaux des fleuves, rivières et océans »

### Critiques ou limites
Aucune norme impérative pour le paramètre « streptocoques fécaux » ne figure dans l'ancienne directive 76/160/CEE. Seul le paramètre « coliformes fécaux » est évalué pour la conformité des eaux de baignade aux valeurs impératives. 
L'évaluation de la conformité aux valeurs guides ne repose que sur 2 paramètres bactériologiques et non sur les métaux lourds ou d'autres polluants ou microbes ou parasites indésirables (cercaires par exemple,,).
Le contact avec des microbes contribue à éduquer et entretenir le système immunitaire, mais l'exposition à un environnement pollué ou à une promiscuité excessive sont aussi un facteur supplémentaire de risque : Il a été montré que les plages les plus fréquentées par des baigneurs connaissent des taux de "maladies du baigneur" nettement plus élevés. Ceci laisse supposer qu'il existe une transmission de baigneur à baigneur qui aurait un rôle épidémiologique important,.

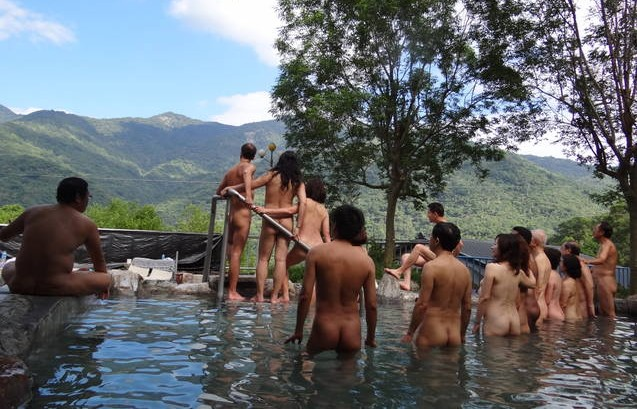
Baignade naturiste à Zhiben

Des modélisations ont conclu que 75 % des maladies humaines dues à la baignade seraient dues au seuls norovirus et rotavirus, or, les entérovirus sont presque spécifiques à l’espèce humaine.
Les coliformes sont réputés être indicateurs d'autres pathogènes, viraux notamment. Ceci a été mis en doute par diverses études (dont certaines considérant les bactériophages comme de meilleurs indicateurs de risque), mais une "revue d'articles" (review) récente (2011) a confirmé la pertinence de ce type d'indicateur.
L'eau n'est pas le seul paramètre intéressant la santé, la qualité microbienne du substrat de la plage (sable ou sédiment en général), voire la qualité de l'air pourraient aussi parfois être d'intérêt écoépidémiologique.

## Activités naturistes
- baignade naturiste